# Río Asa
El río Asa (en georgiano: ასა; en ingusetio: Эса-хий; en checheno: Iaьса-хи; en ruso: Асса) es un río del Cáucaso septentrional, afluente derecho del río Sunzha, que lo es del Térek. Discurre por la provincia de Mtsjeta-Mtianeti en Georgia, y las repúblicas de Ingusetia y Chechenia, en la Federación de Rusia.

## Características de su curso
Tiene 133 km de longitud y una cuenca hidrográfica de 2.060 km². Nace en las vertientes septentrionales de la cordillera principal del Cáucaso en la región histórica georgiana de Jevsureti (provincia de Mtsjeta-Mtianeti) de la unión de los arroyos Chimgistskali (Чимгисцкали) y Tsirtslovnistskali (Цирцловнисцкали), a una altura de 1.806 m. Tras entrar en Ingusetia, el río ingresa en el territorio delzapovédnik y Museo de Historia y Arquitectura Dzheiraj-Asin. Recibe por la derecha las aguas del río Guloiji (24 km) y las del río Sartu por la izquierda junto a Pui y la iglesia de Tjaba-Yerdi, creando, a su paso por las montañas de la cordillera Tsoreilam, la garganta de Asin. Más del 70% del territorio de su cuenca está sometido a avalanchas. Deja a un lado y a otro de su curso las localidades de Targim, Jamji y Elikal y sus complejos de torres medievales. Una vez superada la garganta en la orilla derecha e izquierda respectivamente surgen las localidades de Verjni Alkún y Nizhni Alkún y poco después Muzhichi, en la derecha. Siguiendo el curso se hallan los seló Galashki (izq.), Aljasty (izq.), las stanitsas Nésterovskaya y Asinovskaya y el seló Novi Sharói antes de recibir las aguas por la orilla derecha del río Fortanga (al noroeste de Shaami-Yurt) y desembocar en el río Sunzha al sur de Zakán-Yurt, a 168 m de altura. En la zona llana de su curso inferior, donde el ancho del cauce del río llega a los 60 m, sus aguas son aprovechadas con canales de uso agrícola (canales Asa y Asenok).